# Jason Dupasquier
Jason Dupasquier (Bulle, Suiza, 7 de septiembre de 2001-Florencia, Italia, 30 de mayo de 2021) fue un piloto de motociclismo suizo participante en el Campeonato Mundial de Moto3.

## Biografía
Jason Dupasquier era hijo de Philippe Dupasquier, piloto suizo de motocross y de Supermotard.

### Fallecimiento
El 29 de mayo de 2021, Dupasquier se vio involucrado en un accidente con Ayumu Sasaki y Jeremy Alcoba cerca del final de la sesión de clasificación del día en el circuito de Mugello del Gran Premio de Italia en Toscana.
Dupasquier pareció caer entre las curvas Arrabiatta 1 y Arrabiatta 2 siendo atropellado por su propia motocicleta y luego por la de Sasaki, el cual salió volando por el impacto. La suspensión fue señalada de inmediato. En una entrevista posterior, Alcoba declaró que pensaba que también había atropellado a Dupasquier. Los vehículos de intervención médica de la Federación Internacional de Motociclismo llegaron rápidamente al lugar y el piloto fue atendido en la pista durante unos 30 minutos antes de que llegara un helicóptero médico y lo trasladara al hospital.
Dupasquier fue trasladado al Hospital Universitario Careggi, en Florencia, Italia, donde fue diagnosticado con un edema cerebral y varias contusiones torácicas, y se sometió a una «cirugía torácica por una lesión vascular severa» y también fue operado por una lesión cerebral, según un comunicado de la organización del Campeonato del Mundo de Moto GP. Murió por complicaciones de sus heridas el 30 de mayo del 2021 a los 19 años. El equipo de Dupasquier, Prustel GP, anunció que no participaría en la carrera del día, aún sin saberse la fatal noticia.
El 18 de junio de 2021, el número 50, el cual utilizaba en su moto, fue retirado de la categoría de Moto3.

## Resultados

### FIM CEV Moto3 Junior World Championship

#### Por temporada
| Año   | Cat.  | Moto  | Equipo                            | N.º   | Carreras | Victorias | Podios | Poles | V.Ráp. | Pts. | Pos. |
| ----- | ----- | ----- | --------------------------------- | ----- | -------- | --------- | ------ | ----- | ------ | ---- | ---- |
| 2017  | Moto3 | KTM   | CarXpert Interwetten Junior Moto3 | 50    | 12       | 0         | 0      | 0     | 0      | 8    | 30.º |
| 2018  | Moto3 | KTM   | Carxpert-KTM-H43                  | 50    | 5        | 0         | 0      | 0     | 1      | 9    | 29.º |
| 2019  | Moto3 | KTM   | H43-Carxpert-Blumaq-KTM           | 50    | 12       | 0         | 0      | 0     | 0      | 21   | 21.º |
| Total | Total | Total | Total                             | Total | 29       | 0         | 0      | 0     | 1      | 38   |      |

#### Carreras por año
(Carreras en negrita indica pole position, carreras en cursiva indica vuelta rápida)
| Año  | Moto | 1      | 2       | 3       | 4      | 5      | 6      | 7       | 8       | 9      | 10      | 11      | 12      | Pos. | Pts. |
| ---- | ---- | ------ | ------- | ------- | ------ | ------ | ------ | ------- | ------- | ------ | ------- | ------- | ------- | ---- | ---- |
| 2017 | KTM  | ALB 25 | LMS Ret | CAT 25  | CAT 16 | VAL 19 | VAL 20 | EST 16  | JER 22  | JER 12 | ARA Ret | VAL Ret | VAL 12  | 30.º | 8    |
| 2018 | KTM  | EST 7  | VAL Ret | VAL DNS | LMS    | CAT    | CAT    | ARA     | JER     | JER    | ALB 17  | VAL 22  | VAL Ret | 29.º | 9    |
| 2019 | KTM  | EST 9  | VAL 10  | VAL Ret | LMS 12 | CAT 18 | CAT 19 | ARA Ret | JER Ret | JER 16 | ALB 13  | VAL 22  | VAL 15  | 21.º | 21   |

### Red Bull MotoGP Rookies Cup
(Carreras en negrita indican pole position, carreras en cursiva indican vuelta rápida)
| Año  | 1     | 2     | 3     | 4     | 5     | 6     | 7     | 8     | 9     | 10    | 11      | 12     | Pos. | Pts. |
| ---- | ----- | ----- | ----- | ----- | ----- | ----- | ----- | ----- | ----- | ----- | ------- | ------ | ---- | ---- |
| 2019 | JER 7 | JER 4 | MUG 6 | ASS 8 | ASS 5 | SAC 8 | SAC 5 | RBR 7 | RBR 8 | MIS 7 | ARA Ret | ARA 10 | 8.º  | 102  |

### Campeonato del Mundo de Motociclismo

#### Por temporada
| Año   | Cat.  | Moto  | Equipo              | N.º   | Carreras | Victorias | Podios | Poles | V.Ráp. | Pts. | Pos. |
| ----- | ----- | ----- | ------------------- | ----- | -------- | --------- | ------ | ----- | ------ | ---- | ---- |
| 2020  | Moto3 | KTM   | CarXpert Prüstel GP | 50    | 15       | 0         | 0      | 0     | 0      | 0    | NC   |
| 2021  | Moto3 | KTM   | CarXpert Prüstel GP | 50    | 5        | 0         | 0      | 0     | 0      | 27   | 24.º |
| Total | Total | Total | Total               | Total | 20       | 0         | 0      | 0     | 0      | 27   |      |

#### Carreras por año
(negrita indica pole position) (cursiva indica vuelta rápida).
| Año  | Cat.  | Moto | 1      | 2      | 3      | 4      | 5      | 6       | 7      | 8      | 9      | 10     | 11     | 12     | 13     | 14     | 15     | 16  | 17  | 18  | Pos. | Pts. |
| ---- | ----- | ---- | ------ | ------ | ------ | ------ | ------ | ------- | ------ | ------ | ------ | ------ | ------ | ------ | ------ | ------ | ------ | --- | --- | --- | ---- | ---- |
| 2020 | Moto3 | KTM  | QAT 25 | SPA 21 | AND 19 | CZE 23 | AUT 28 | EST 19  | RSM 19 | ERM 23 | CAT 22 | FRA 17 | ARA 22 | TER 24 | EUR 18 | VAL 22 | POR 23 |     |     |     | NC   | 0    |
| 2021 | Moto3 | KTM  | QAT 10 | DOH 11 | POR 12 | SPA 7  | FRA 13 | ITA DNS | CAT    | GER    | NED    | EST    | AUT    | GBR    | ARA    | RSM    | AME    | ERM | ALG | VAL | 24.º | 27   |